# Neigemmolen

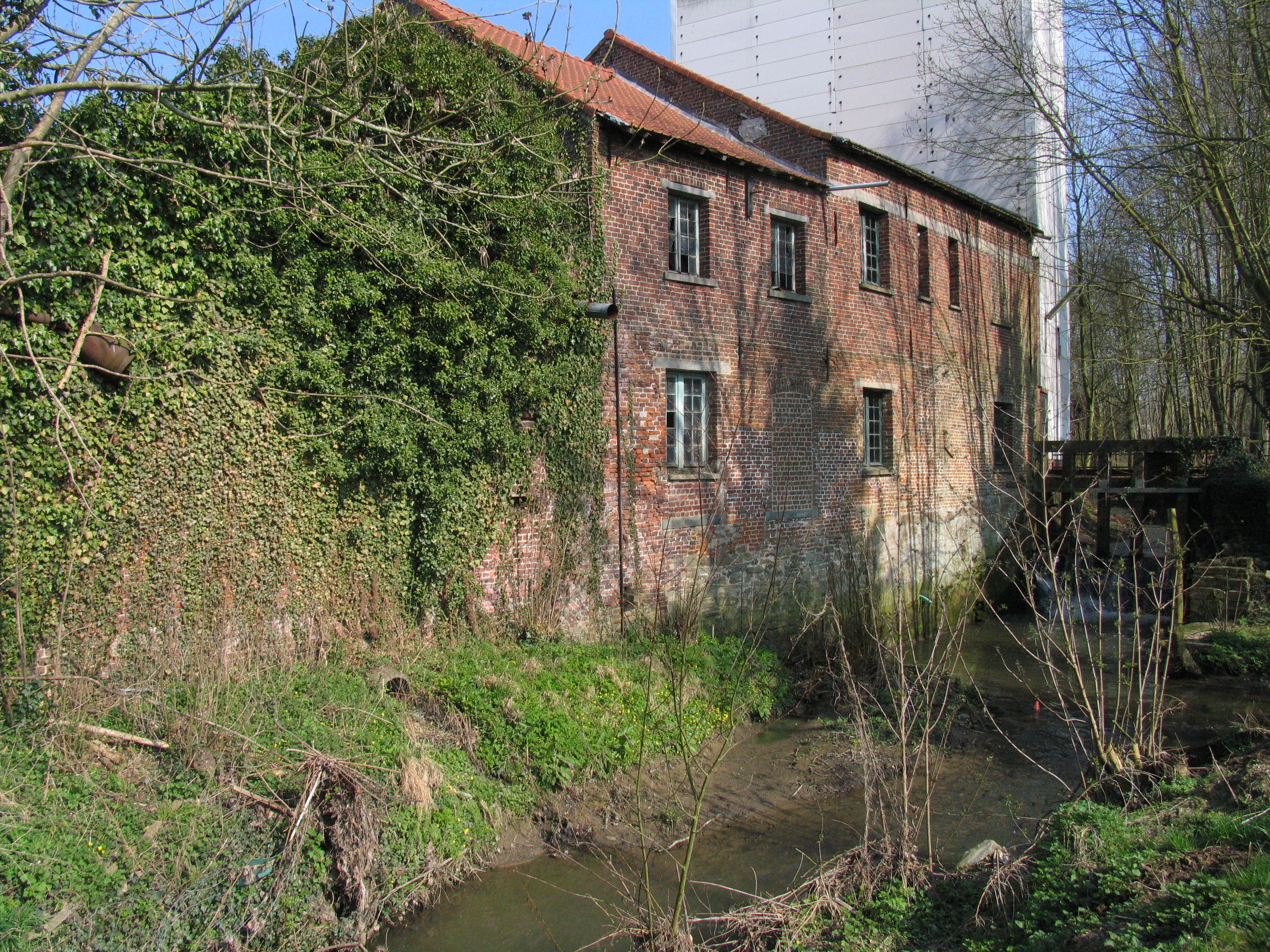
Neigemmolen in 2012

De Neigemmolen is een watermolen in Neigem in de Belgische provincie Oost-Vlaanderen. De molen staat aan de Brusselseheerweg 69.
Deze bovenslagmolen op de Wolfputbeek fungeerde als korenmolen.

## Geschiedenis
Al in 1235 werd melding gemaakt van een watermolen op deze plaats. Hij behoorde toe aan de heren van Neigem. De molen werd diverse malen herbouwd en in 1874 werd ook een stoommachine geïnstalleerd. In 1947 werd een cilindermolen aangeschaft en werd het waterrad buiten werking gesteld. De molen, in bezit van de adellijke familie Descantos de Montblanc, werd in 1951 aan particuliere molenaars verkocht en dezen produceerden bloem met de cilindermolen.
In 1955 werd molen geheel verbouwd tot bloemmaalderij die aangedreven werd met een dieselmotor. Later werd er een groothandel gevestigd in veevoer en andere landbouwbenodigdheden.
Het bakstenen molenhuis is nog aanwezig maar het waterrad is verdwenen. Wel is een groot deel van het sluiswerk en het binnenwerk nog bewaard.